# Salvatore (El Greco)
Il Salvatore (in spagnolo El Salvador) è un dipinto a olio su tela (72 x 55 cm) di El Greco, databile circa 1608-1614 e conservato nel Museo del Prado di Madrid in Spagna.

## Analisi
Questo lavoro segue la tradizione bizantina ma utilizza anche alcune caratteristiche dell'arte della controriforma. Fa parte di una serie commissionata per la chiesa di Almadrones  a Guadalajara seguendo i modelli utilizzati da alcune opere della Cattedrale di Toledo.